# Древесноволокнистая плита средней плотности

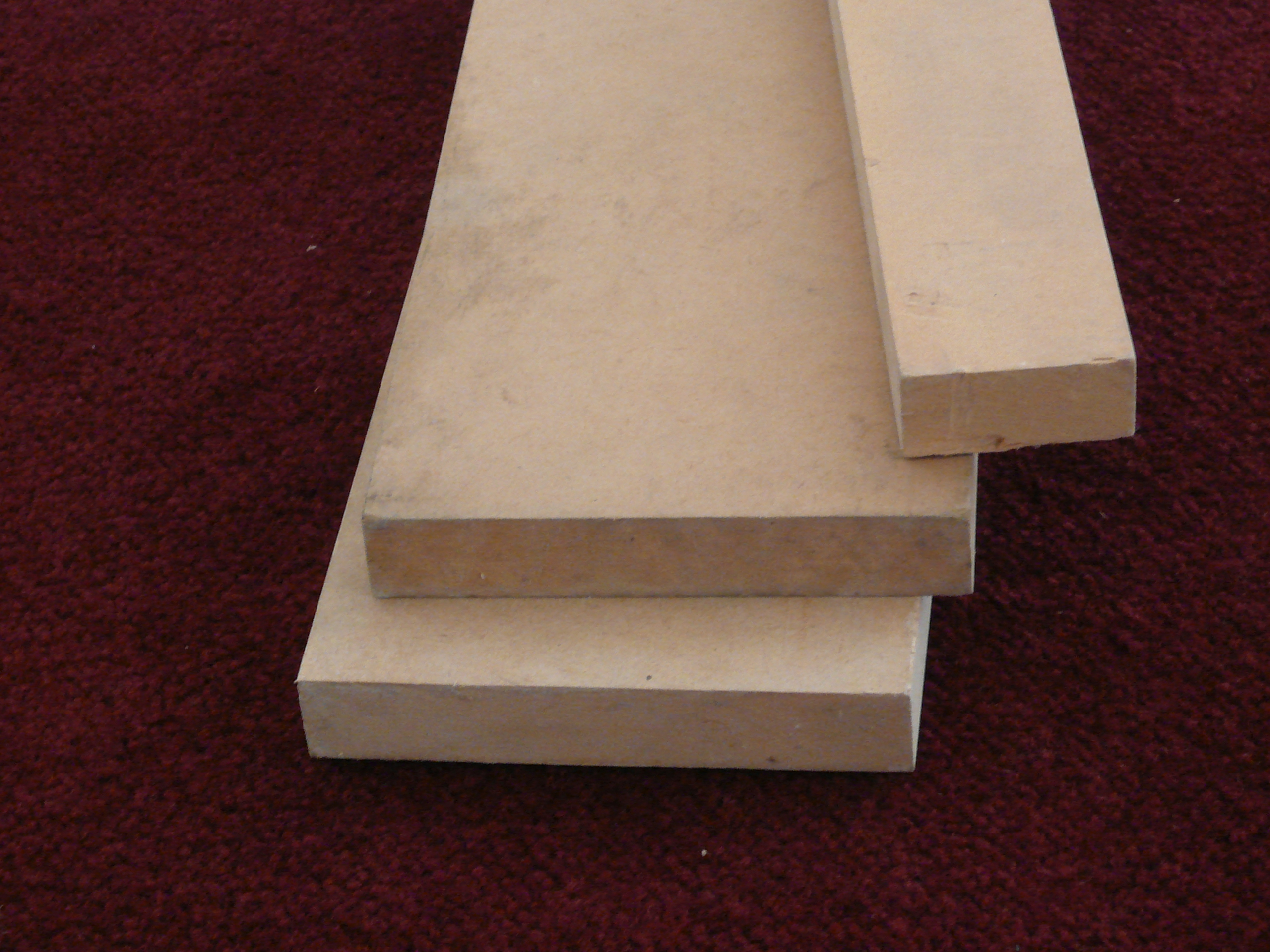
Образцы МДФ

Древесноволокнистая плита средней плотности (англ. medium-density fibreboard, MDF; иногда применяют транслит: МДФ, мелкодисперсная фракция) — листовой материал, изготавливаемый методом сухого прессования мелкой древесной стружки при высоком давлении и температуре.

## Свойства и производство
В качестве связующего элемента используются карбамидные смолы, модифицированные меламином. Это обеспечивает очень низкую эмиссию формальдегида, сравнимую с эмиссией натуральной древесины (класс эмиссии формальдегида — Е1). По ГОСТ России содержание формальдегида для МДФ класса Е-1 должно соответствовать не более 8 мг/100 г (исследование перфораторным методом).
Промышленное производство МДФ было начато в США в 1966 году. На территории РФ выпуск был начат в 1997 году без закупок соответствующих лицензий. Лидером по производству МДФ в мире является Китай.
В процессе производства МДФ можно придавать специальные свойства: огнестойкость, биостойкость, водостойкость.
Производится толщиной от 2 до 60 мм. Плотность материала составляет от 600 до 800 кг/м³.

## Применение
В основном МДФ используется при производстве мебели (используют в изготовлении шкафов, в частности, фасадов с элементами резьбы, при обработке выделяет не стружку, а пыль, поэтому идеален для фрезеровки полостей различной глубины, криволинейных отверстий и прочих криволинейных форм), для отделки помещений, например, в виде стеновых панелей, экономпанелей (по внешнему виду имитирующих панели из древесины, в том числе ценных пород) для торговых помещений и ламинированного напольного покрытия (т. н. ламината).
МДФ хорошо подходит для изготовления корпусов акустических систем, поскольку он имеет однородную структуру, неплохо поглощает звук и легко обрабатывается.
Используется МДФ и для производства тары и коробок для подарков (особенно развито в Китае).
МДФ-панели используются для отделки помещений как альтернатива краске, обоям или штукатурке, так как этот материал износостойкий и подходит для быстрых работ.